# Joan Blackman
Joan Blackman (San Francisco, 17 maggio 1938) è un'attrice statunitense di cinema e televisione.

## Biografia
Joan Blackman debutta in televisione come guest nella serie del 1957 Hawkeye and the Last of the Mohicans, e quindi appare nel suo primo film, Domani m'impiccheranno (1959). Ricopre due ruoli significativi in altrettanti film con Elvis Presley, quello di Maile Duval in Blue Hawaii (1961) e di Rose Grogan in Pugno proibito (1962). Appare anche a fianco di Dean Martin in Il prezzo del successo (1959), e impersona Ellen Spelding, la ragazza terrestre di cui si innamora Kreton, personaggio interpretato da Jerry Lewis, in Un marziano sulla Terra (1960). Tra gli altri film da lei interpretati, Il grande impostore (1961), La notte del delitto (1963), Daring Game (1968), Pets (1974), Macon County Line (1974) e Moonrunners (1975).
Tra le sue apparizioni televisive, da ricordare quella nel ruolo di Hilary Gray nella serie televisiva Perry Mason, all'interno dell'episodio del 1964 The Case of the Ruinous Road. Appare anche in Bonanza, Le spie e Gunsmoke.
Durante la stagione 1965-66, la Blackman fa parte del cast regolare della serie televisiva Peyton Place, dove interpreta Marion Fowler, la moglie del procuratore distrettuale .

### Vita privata
Nel luglio del 1968, durante il movimento per i diritti civili, Joan Blackman ha sposato l'attore afroamericano Rockne Tarkington, dal quale ha divorziato nell'ottobre del 1970, dopo la nascita di due figli. La Blackman e il suo secondo marito, Joby Baker, si sono incontrati alla scuola di arte drammatica.

## Filmografia parziale

### Cinema
- Domani m'impiccheranno (Good Day for a Hanging), regia di Nathan Juran (1959)
- Il prezzo del successo (Career), regia di Joseph Anthony (1959)
- Un marziano sulla Terra (Visit to a Small Planet), regia di Norman Taurog (1960)
- Il grande impostore (The Great Impostor), regia di Robert Mulligan (1961)
- Blue Hawaii, regia di Norman Taurog (1961)
- Pugno proibito (Kid Galahad), regia di Phil Karlson(1962)
- La notte del delitto (Twilight of Honor), regia di Boris Sagal (1963)
- Vivere pericolosamente (Macon County Line), regia di Richard Compton (1974)

### Televisione
- Goodyear Theatre – serie TV, episodio 1x18 (1958)
- The Dick Powell Show – serie TV, episodio 2x29 (1963)
- Perry Mason – serie TV, episodio 8x14 (1964)
- Slattery's People – serie TV, episodio 1x03 (1964)
- Bonanza – serie TV, episodio 6x31 (1965)
- Peyton Place – soap opera, 16 puntate (1965-1966)
- Le spie (I Spy) – serie TV, episodio 1x16 (1966)
- I giorni di Bryan (Run for Your Life) – serie TV, episodio 2x21 (1967)

## Doppiatrici italiane
- Maria Pia Di Meo in Domani m'impiccheranno, Il prezzo del successo, Un marziano sulla Terra, Blue Hawaii